# WWE No Way Out
WWE No Way Out és un esdeveniment anual de PPV produït per l'empresa de lluita lliure professional World Wrestling Entertainment (WWE). Va ser realitzat al febrer cada any, excepte el 1999, i des del 2004 al 2007 fou exclusiu de la marca SmackDown.
L'espectacle va ser abandonat el 2010, sent reemplaçat per Elimination Chamber. Tot i això, el 2012 va ser anunciat el retorn del show, reemplaçant a Capitol Punishment com a espectacle del mes de juny.

## Resultats

### 2012
No Way Out 2012 tindrà lloc el 17 de juny de 2012 des del Izod Center a East Rutherford, NJ.
|                                                           | Combats                         | Notes                                                |
| --------------------------------------------------------- | ------------------------------- | ---------------------------------------------------- |
| 1                                                         | John Cena vs. Big Show          | Steel Cage match                                     |
| 2                                                         | Sheamus (c) vs. Alberto Del Rio | Combat individual pel World Heavyweight Championship |
| (c) – Referent als campions abans de l'inici dels combats |                                 |                                                      |